# Margret Wenzel-Jelinek
Margret Wenzel-Jelinek (auch Margret Dieberger-Wenzel-Jelinek; * 20. Oktober 1932 in Bozen; † 4. März 2021 in Wien) war eine österreichische Fotografin und Malerin.

## Leben
Margret Wenzel-Jelinek begann ihre Ausbildung zur Fotografin an der Höheren Graphischen Bundes-Lehr- und Versuchsanstalt in Wien und setzte diese an der Akademie in Zürich fort.
Reportagen in Mode und Politik für Tageszeitungen und Illustrierte gehörten zu ihren ersten beruflichen Aufgaben. Ab 1957 entstanden Werke der Standfotografie für österreichische und amerikanische Filme und 1958 eröffnete sie ein eigenes Studio für Mode- und Werbefotografie und gab die erste österreichische Modebeilage u. a. im Kurier heraus. 1959 legte sie die Meisterprüfung für Fotografie ab.
Ab 1969 Werke der politischen Fotografie u. a. Kanzlerwahlkampf für Bruno Kreisky und Helmut Kohl, Pressearbeit für Margaret Thatcher, Presse und Plakatfotografie für Wahlkämpfe im In- und Ausland.
Sie lebte und arbeitete in Wien. Seit 1990 war sie Mitglied im Künstlerhaus Wien.

## Publikationen
- Bildband Dirigenten (1986)
- Bildband Große Sänger – Weltstars in Szene und Portrait (1989)
- Bildband Kapital Wald (1992) (in Kooperation mit Spektrum der Wissenschaft und 16 Grundlagenforschern der Universitäten Wien, Zürich, München, Heidelberg und Hannover)
- Bildband Wien Wertvoll – Bedroht und behütet (2014)
- Bildband Kreisky und kein Nachfolger (2017)
- Bildband Bundesheer – Rückgrat der Republik (2020)

## Ausstellungen
- Wanderausstellung Kapital Wald (1992 bis 1994)
- Modefotografie 1960-1980, Künstlerhaus Wien (2003)
- Meister-Schüler-Meister, Künstlerhaus Wien (Idee und Organisation, 2004)
- Galerie zur ebenen Erde und erster Stock, Korneuburg (2007)

## Auszeichnungen
- Österreichisches Ehrenkreuz für Wissenschaft und Kunst I. Klasse (2007)
- Kulturmedaille des Landes Oberösterreich (2008)

sowie eine Reihe von Auszeichnungen der Berufsgruppe